# Breganze Cabernet Sauvignon riserva
Il Breganze Cabernet Sauvignon riserva è un vino DOC la cui produzione è consentita nella provincia di Vicenza.

## Caratteristiche organolettiche
- colore: rosso rubino intenso, tendente al rosso mattone con l'invecchiamento
- odore: vinoso, caratteristico, più o meno erbaceo, con profumo intenso e persistente
- sapore: asciutto, pieno, vellutato con o senza persistenza gradevole di legno

## Produzione
Provincia, stagione, volume in ettolitri
- nessun dato disponibile